# 린다 에반젤리스타
린다 에반젤리스타(Linda Evangelista, 1965년 5월 10일~)는 캐나다의 모델이며, 600장 이상의 잡지 표제에 나왔고, 셀 수 없는 회사들의 모델 양도들에 회득되었다.
온타리오주 세인트 캐서린즈에서 이탈리아 이민자 부모에게 태어나, 근로자 계급이자 로마 가톨릭교회 집안에서 자라왔다. 12세에 모델이 되기를 원하였던 린다는 1978년 나이아가라 10대 미인 선발 대회에서 탈렌트 대리인에 의하여 발탁되었을 때 모델 생활을 시작하였다.
후에 뉴욕으로 이주한 에반젤리스타는 거기서 엘리트 모델 회사와 계약을 맺고 나서, 프랑스 파리로 이주하여 자신의 경력을 진행시켰다.
조지 마이클과 뮤직 비디오에 나오기도 하였으며, 1980년대 후반에 그녀는 꼬마적 헤이스타일을 휘두르기 위하여 자신의 머리털을 다 잘라, 그 시즌의 중요한 런어웨이 쇼들로부터 즉시 취소되었다. 이 일은 많은 드라마적 헤어스타일 변화들의 처음이었다. 몇달 안에 에반젤리스타는 어디서나 잡지 표제들에 나왔고, 많은 여성들이 헤어스타일을 모방하였다.
2007년 화장품 회사 로레알과 함께 다년간 독점적 계약을 맺었다. 2008년 프라다 가을 캠페인에 그녀가 나온다는 소식이 국제적으로 잡지들에 나오면서 그해 초순에 알려졌다.
2010년 6월 뉴욕 포스트는 에반젤리스타가 탤보트의 새 얼굴이 된다고 공고하였다.

## 가족
- 자녀: 1